# Convair XB-53
Convair XB-53 je bil predlagani trimotorni reaktivni bombnik, ki ga je razvijal ameriški Convair za Ameriške letalske sile. XB-53 je imel krilo z negativnim naklonom in t. i. brezrepno konfiguracijo - brez horizontalnega repa.
Projekt so preklicali preden so končali prototip. 

## Specifikacije (XB-53, ocena)
Podatki iz 
Splošne značilnosti
- Posadka: four
- Dolžina: 79 ft 5 in (24,2 m)
- Razpon kril: 80 ft 9 in (24,6 m)
- Višina: 23 ft 8 in (7,22 m)
- Površina kril: 1.370 sq ft (127 m2)
- Teža praznega letala: 31.760 lb (14.406 kg)
- Maks. vzletna teža: 60.000 lb (27.216 kg)
- Pogon letala: 3 × General Electric J35 turboreaktivni motor, 4.000 lbf (18 kN) potisk motorjev vsak

Zmogljivost
- Maks. hitrost: 504 kn; 933 km/h (580 mph)
- Višina leta (servisna): 44.000 ft (13.000 m)

Oborožitev

- Bombe: 12.000 lb (5.443 kg)